# Azanië
Azanië of Azania is een alternatieve naam voor Zuid-Afrika die door een vrij kleine groep zwarte nationalisten gebruikt wordt. Het was ook een van de voorstellen voor een nieuwe naam voor Zuid-Afrika na afschaffing van de apartheid in 1994. Het Azapo -de groepering die zich hiervoor sterk maakte- kreeg echter bij de verkiezingen in dat jaar erg weinig steun. Zij wonnen twee zetels in het parlement.
De naam komt voort uit een oorspronkelijk Arabisch woord Land van de Zanj (wat zwart betekent in het Arabisch). Azanië betekent dus met andere woorden "Landen van de zwarten".